# Drombus key
Drombus key är en fiskart som först beskrevs av Smith, 1947.  Drombus key ingår i släktet Drombus och familjen smörbultsfiskar. Inga underarter finns listade i Catalogue of Life.